# Fiat G.59
Fiat G.59 är ett italienskt jaktskolflygplan från slutet av 1940-talet som utvecklades utifrån det  krigstida jaktflygplanet Fiat G.55 Centauro genom att förse modellen med ny motor, från den tyska Daimler-Benz DB 605 till den brittiska Rolls-Royce Merlin. Den tyska motorn var producerad för krigstid och fanns enbart i begränsat antal efter kriget varför intresse uppstod att ersätta den med den mycket tillgängliga brittiska motorn.

## Historia

### Serie 1
Under andra världskriget utvecklade italien jaktflygplanet Fiat G.55 Centauro. Flygplanet var mycket modernt och omtyckt varför intresse för nyproduktion togs upp efter kriget. Fiat återupptog produktion av planet 1948 för både inhemskt bruk och export som Fiat G.55A och B avseende en- och tvåsitsigt utförande. Planen avsågs huvudsakligen som jaktskolflygplan och bar enkel beväpning i form av fyra 12,7 mm Breda-SAFAT-kulsprutor. Dessa bar den ursprungliga tyska motorn Daimler-Benz DB 605 som hade brukats under kriget, vilket skapade problem för vidare produktion av G.55 när Fiat fann sig ha kunder som ville beställa flygplanet. Existerande motorlager blev snabbt förbrukade och de motorer som fanns tillgängliga var producerade under kriget och opålitliga på grund av krigsproduktionen. Utifrån detta beslutades det att ersätta motorn med en liknande motor som fanns tillgänglig i större antal, vilket landade på Rolls-Royce Merlin.
Det motorbytta planet erhöll beteckningen G.59 och en prototyp iordningställdes under tidiga 1948. Det italienska flygvapnet följde utvecklingen och insåg själva att deras G.55 snart skulle få motorproblem varför de beställde 12 G.59A-ensitsare konverterade från deras egna flygplan. Ytterligare beställdes 16 stycken nyproducerade av blandade G.59A-ensistare och G.59B-tvåsitsare.

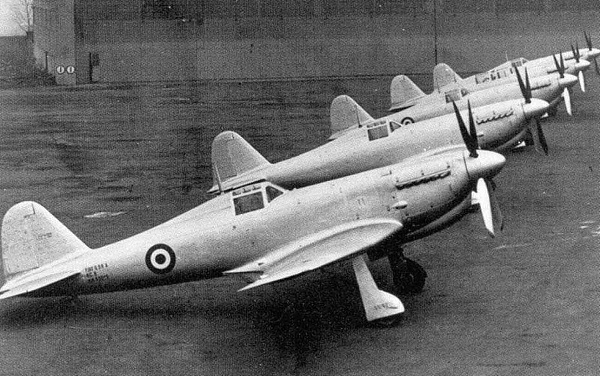
G.59A och B för det italienska flygvapnet.
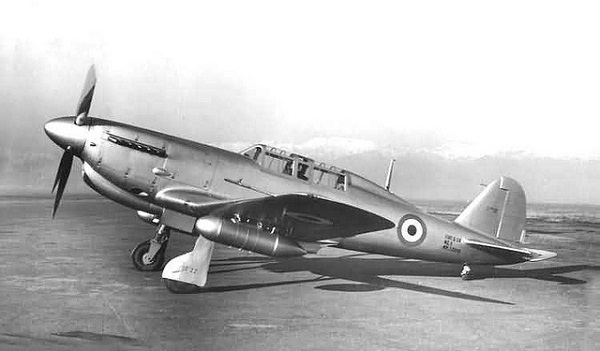
G.59B-tvåsitsare för det italienska flygvapnet.

### Serie 2
Syriska flygvapnet, som tidigare köpt in G.55A och B, visade intresse att även köpa in G.59 i en ordentlig jaktversion under sent 1940-tal. Eftersom tidigare G.59:or för det italienska flygvapnet huvudsakligen byggdes från krigsproducerade delar vars lager vid denna tidpunkt hade sinat, krävde produktion av nya plan för Syrien i praktiken en omstart av produktionen, vilket var ett ganska anmärkningsvärt steg i återuppbyggnaden av den italienska flygindustrin. I och med detta behövde stora delar av konstruktionen uppdateras för att kunna byggas helt på nytt. Dessa, kallade serie 2, medförde omkonstruktion av vingen för kraftigare beväpning, varav Syrien köpte 26 stycken ensitsiga jaktflygplan bestyckade med fyra vingmonterade 20 mm Hispano-Suiza HS-404/804-automatkanoner och 4 stycken tvåsitsiga skolflygplan med två vingmonterade 12,7 mm Browning Colt-kulsprutor.
Även argentinska flygvapnet, som tidigare köpt G.55A och B, spånade också på idén att anta G.59 och köpte in ett serie 2-exemplar för utvärdering men ingen ytterligare beställning följde.

### Serie 3
Det fortsatta intresset för flygplanet uppmuntrade Fiat att bygga en serie 3-modell som skulle vara en navigationstränare. En prototyp byggdes men ingen serie beställdes. Modellen förevisades än 1956 i Fiats företagsbroschyrer.

### Serie 4
För framtida exportintresse ersatte Fiat den krigstida förarkabinen med glaspanelhuv och full bakkropp mot en modern helglashuv och nedskuret akterparti som gav full sikt runtom flygplanet från sittbrunnen. Detta utförande kallades serie 4 och köptes in som jaktskolflygplan av det italienska flygvapnet i mindre antal: 20 stycken ensitsiga G.59 A/IV och 10 stycken tvåsitsiga G.59 B/IV, bådadera beväpnade med en 12,7 mm Browning Colt i var vinge.
Dessa erhöll smeknamnet "italienska Mustangerna" efter dess likhet med det amerikanska flygplanet P-51 Mustang och förblev i italiensk tjänst fram till 1957.

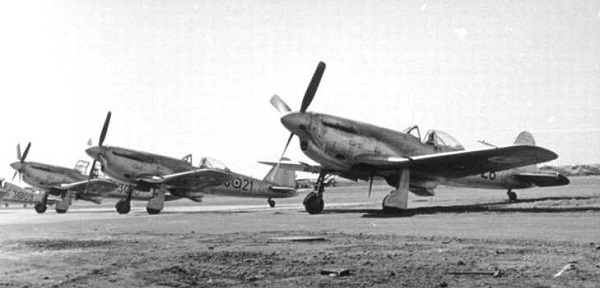
G.59 A/IV-ensitsare.
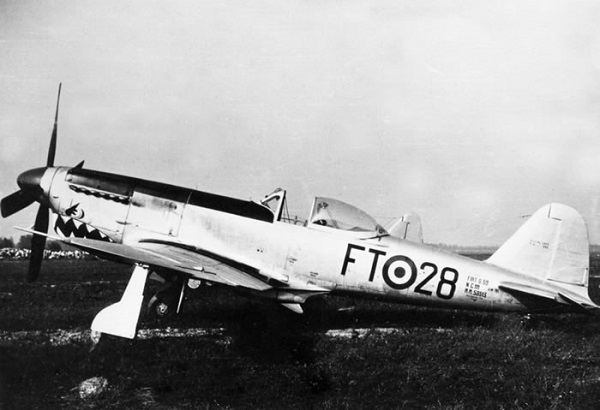
G.59 A/IV-ensitsare.
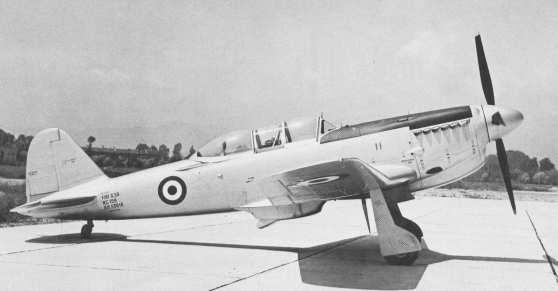
G.59 B/IV-tvåsitsare.

## Utrustning
Enligt Fiat bar planet en kvävebrandsläckare typ Kidde. I vingen kunde en kulsprutekamera typ GSAP AN-N6 installeras och på ensitsiga modeller kunde även två synkroniserade F.24-kameror för plangeometrisk flygfotografering installeras (antagligen i utrymmet bakom flygföraren som upptas av tandemsätet hos de tvåsitsiga modellerna).
Kollimator fanns ombord och var gyroskopisk på ensitsiga serie 3-plan.

### Bestyckning
Hos serie 1-planen utgjordes beväpning av en 12,7 mm Breda-SAFAT-kulspruta i var vinge med 200 skott per vapen som bibehållits från tidigare G.55 A/B.

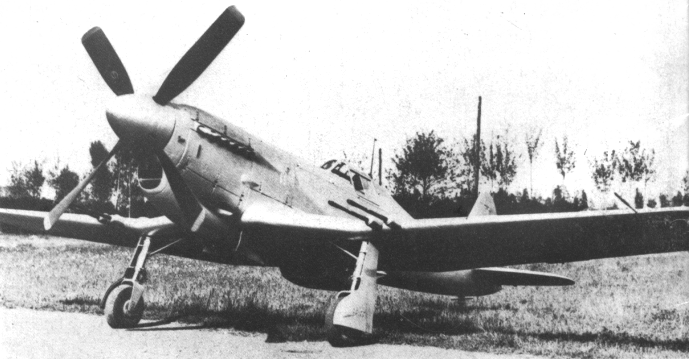
Fiat G.59 A/II med fyra 20 mm automatkanoner. Beväpningsalternativet köptes bara av Syrien.

Från serie 2 omkonstruerades vingen för exportintresse så den kunde inhysa upp till fyra eldvapen (2 per vinge) av antingen 12,7 mm Browning Colt-kulsprutor, 20 mm Hispano-Suiza HS-404/804-automatkanoner eller en blandning av dessa.
| 4 × 20 mm HS-404/804                    |
| 4 × 12,7 mm Colt                        |
| 2 × 20 mm HS-404/804 + 2 × 12,7 mm Colt |
| 2 × 20 mm HS-404/804                    |
| 2 × 12,7 mm Colt                        |

Bland bomber kunde var vinge bära en bomb om 30–350 lb (13,5–160 kg). Samma upphängningspunkter kunde även bära fälltankar om 125 liter var.

## Syriska flygvapnet
Nybildade syriska flygvapnet visade intresse för efterkrigsproducerade Fiat G.55 och köpte 1948 in 12 stycken ensitsiga G.55A jaktflygplan och ett tvåsitsigt G.55B skolflygplan. Dessa togs ur en serie avsedd för det italienska flygvapnet och landade i Syrien mellan januari och september 1949. Förläggning lades i Aleppo och de brukades främst som avancerade skolflygplan men kom även att se strid mot det samtida nybildade israeliska flygvapnet. En syrisk G.55-pilot var framtida syriska president Hafez al-Assad.
Syrierna gillade sina G.55:or och i behov av fler jaktplan mot bakgrund av de pågående stridigheterna mot Israel beställde de nya flygplan, då av den nya G.59-modellen i serie 2-utförande. Jämte de italienska serie 1-planen, som byggde utifrån från krigsproducerade delar, var de syriska planen helt nyproducerade från grunden. Dessa hade en ny vinge som kunde inhysa kraftigare beväpning för jaktuppdrag, varvid Syrien köpte in 26 stycken ensitsiga G.59 A/II avsedda som jaktflygplan med fyra vingmonterade 20 mm Hispano-Suiza HS-404/804-automatkanoner, och ytterligare 4 stycken tvåsitsiga G.59 B/II skolflygplan med två vingmonterade 12,7 mm Browning Colt-kulsprutor.

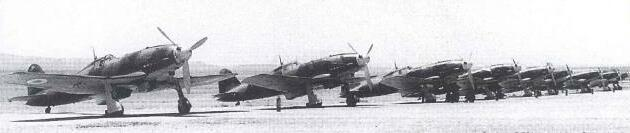
Uppställda G.55A-jaktplan i Damaskus, Syrien.
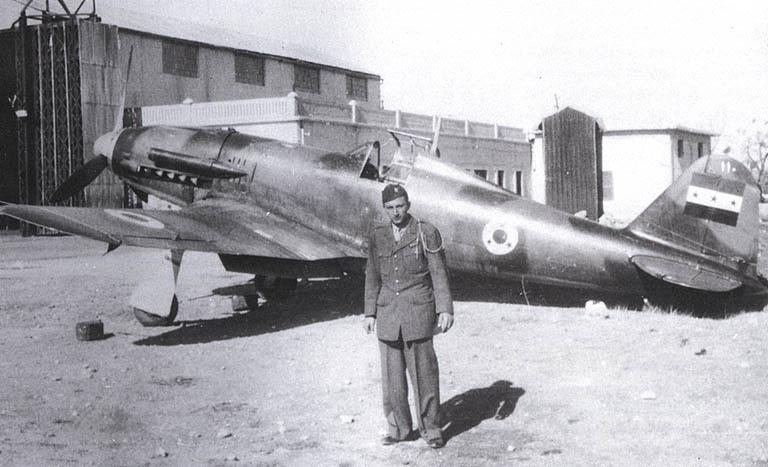
Syrisk G.55A-jaktplan.
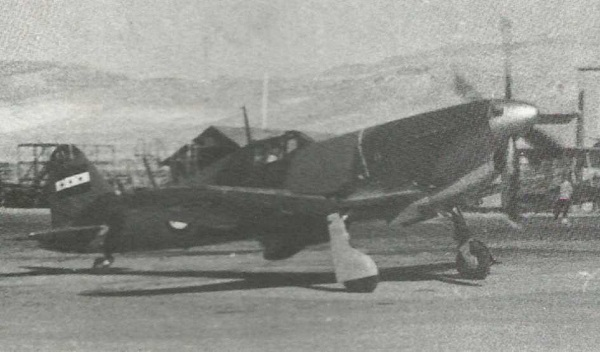
Syrisk G.59A-jaktplan.

## Varianter
Serie 1
Byggd på G.55-originaldelar.
- G.59 A/I (I serie) – G.55 A med RR Merlin-motor, beväpnad med två 12,7 mm Breda-SAFAT kulsprutor i vingarna, runt 24 byggda
- G.59 B/I (I serie) – G.55 B med RR Merlin-motor, obeväpnat, runt 4 byggda

Serie 2
Byggd på nyproducerade delar med omkonstruerad vinge.
- G.59 A/II (II serie) – omkonstruerad G.59 A som jaktflygplan för Syrien, beväpnad med fyra stycken 20 mm 20 mm HS-404/804-automatkanoner i vingarna, 26 byggda
- G.59 B/II (II serie) – omkonstruerad G.59 B som skolflygplan för Syrien, beväpnad med två stycken 12,7 mm Browning Colt-kulsprutor i vingarna, 4 byggda

Serie
Navigeringstränare.
- G.59 A/III (III serie) – ensitsig navigeringstränare, en prototyp byggd
- G.59 B/III (III serie) – (antagen) tvåsitsig navigeringstränare, ingen byggd

Serie 4
Nedskuret akterparti och helglashuv.
- G.59 A/IV (IV serie) – nybyggda G.59 A/I med helglashuv för Italiens flygvapen, beväpnad med två stycken 12,7 mm Browning Colt-kulsprutor i vingarna, 20 byggda
- G.59 B/IV (IV serie) – nybyggda G.59 B/I med helglashuv för Italiens flygvapen, beväpnad med två stycken 12,7 mm Browning Colt-kulsprutor i vingarna, 10 byggda

## Användare
- Argentina: G.59 A/I × 1
- Italien: G.59 A/I × 24, G.59 B/I × 4, G.59 A/IV × 20, G.59 B/IV × 10
- Syrien: G.59 A/II × 26, G.59 B/II × 4